# Against Civilization
Against Civilization: Readings and Reflections est un livre édité par John Zerzan. 
Le livre contient des textes écrits par Henry David Thoreau, Fredy Perlman, Marshall Sahlins, Chellis Glendinning (en), Pierre Clastres, Derrick Jensen, Frederick Jackson Turner, Theodor W. Adorno, Max Horkheimer, Charles Fourier, Ivan Illich, Ursula K. Le Guin, Wolfi Landstreicher, Kirkpatrick Sale, Chrystos (en), Theodore Roszak, Rudolf Bahro (en) et William Morris.